# Ilopango (ville)
Pour les articles homonymes, voir Ilopango.
Ilopango est une municipalité du département de San Salvador au Salvador. La ville fait partie de l'Aire Métropolitaine de San Salvador, principale  conurbation urbaine du Salvador.
Située à 8 kilomètres à l'est de San Salvador, elle figure parmi les sept premières villes par sa population dans l'Aire Métropolitaine de San Salvador.
Desservie par la Route panaméricaine, Ilopango est un centre urbain attractif où les activités commerciales y sont diversifiées.
La ville est située à l'est de  San Martín qui comme, cette dernière, est bordée par le lac Ilopango où une importante base de loisirs urbains s'y est développée avec notamment la présence d'un beau terrain de golf. Un phare, El Faro del Logo de Ilopango, y a été aménagé et est l'objet de visites touristiques.
Ilopango abrite également une importante  base aéroportuaire avec l'Aéroport international d'Ilopango-El Salvador.

## Notes et références

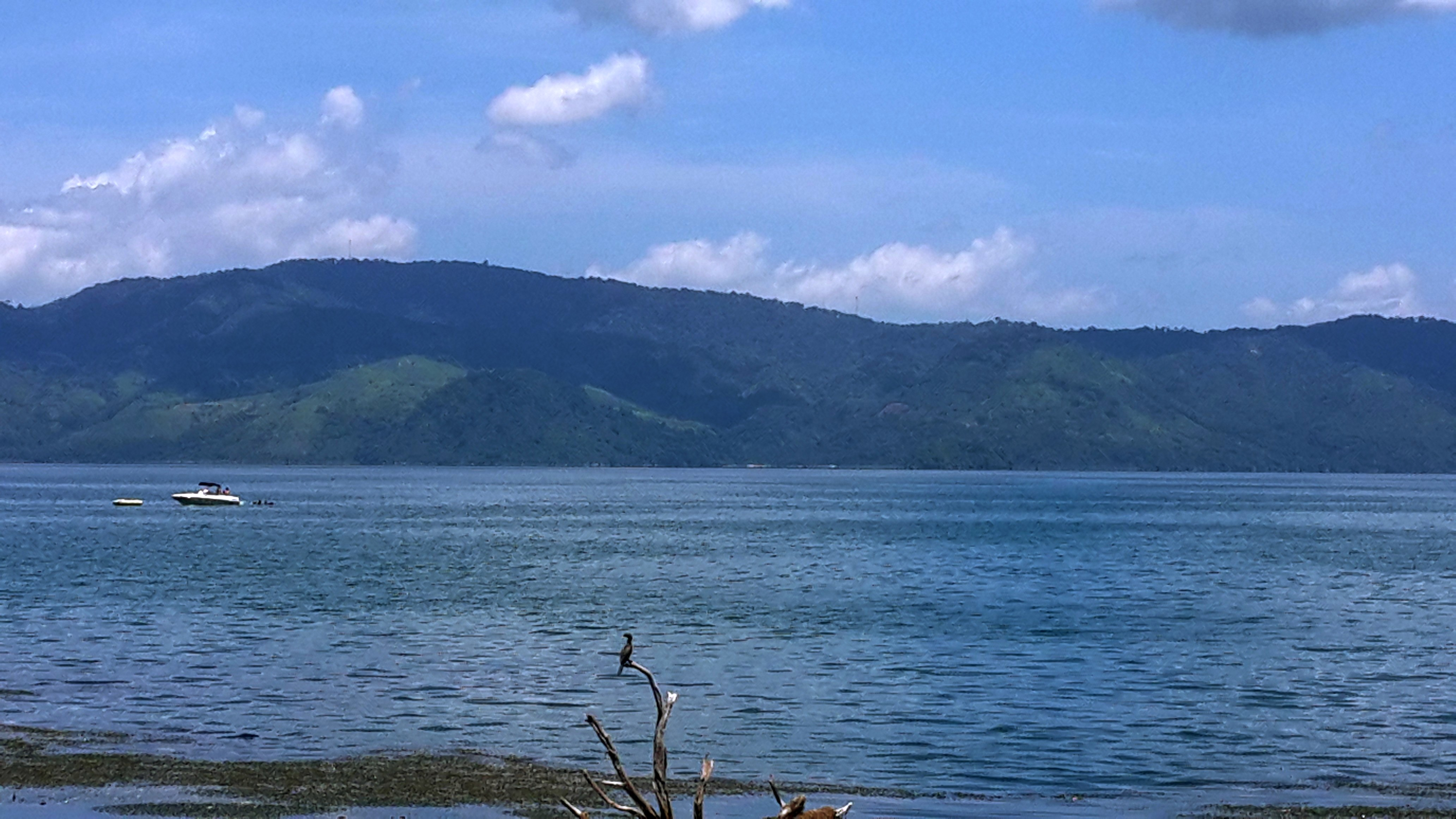
Le lac Ilopango borde la municipalité d'Ilopango.

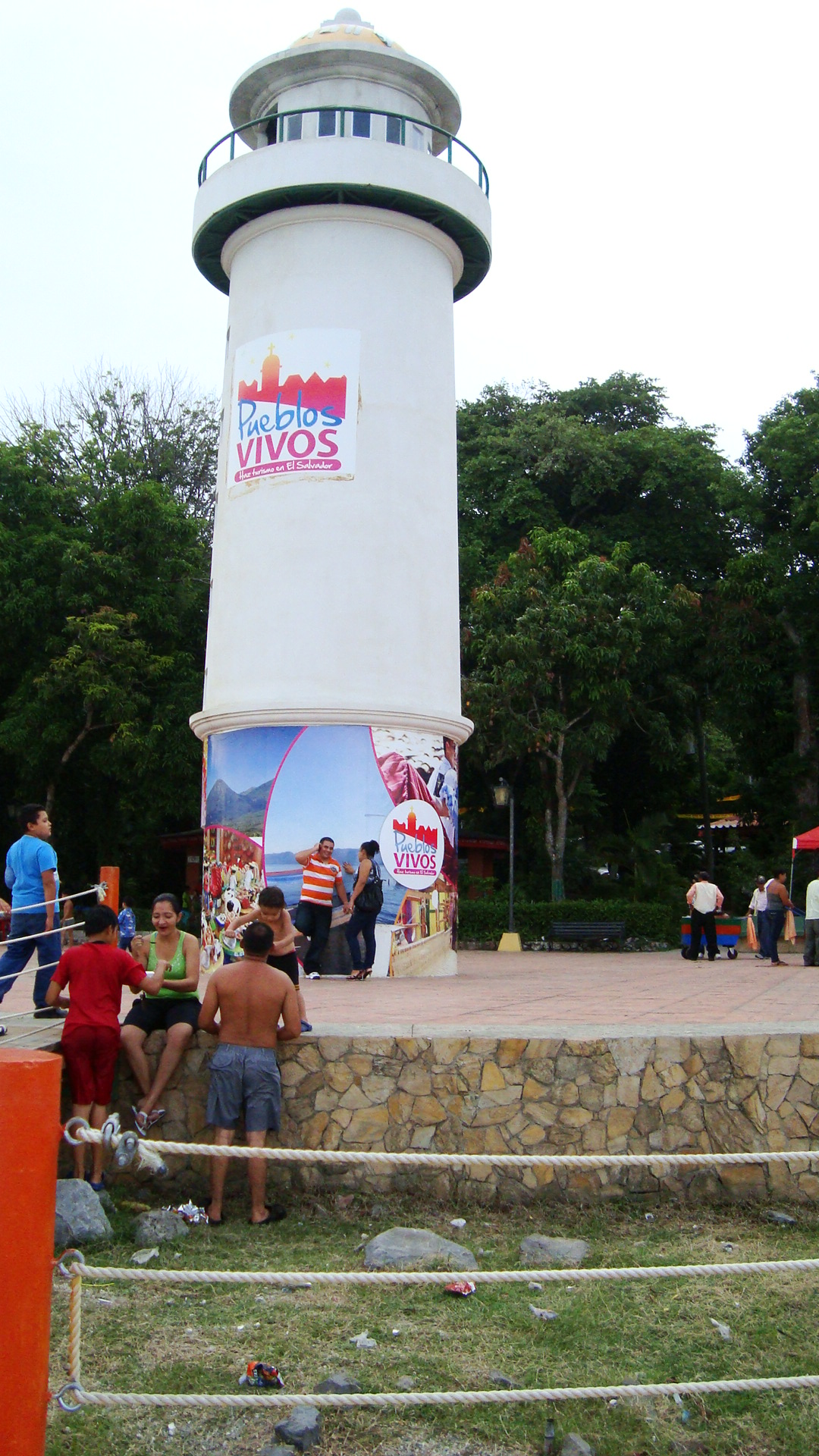
Le phare du Lac Ilopango à Ilopango.

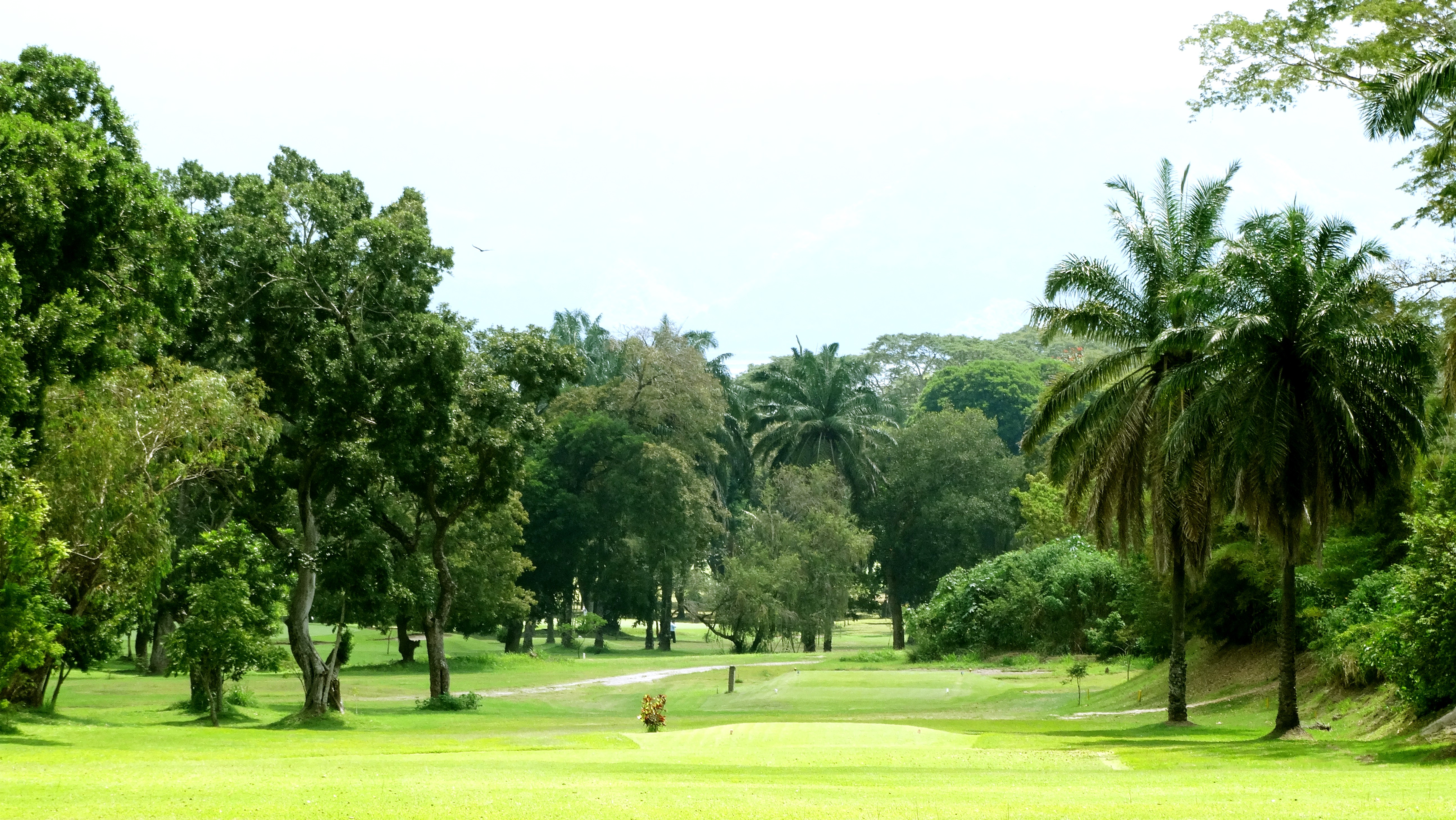
Le golf Corinto s'étend entre San Martín et Ilopango sur les rives du lac Ilopango.

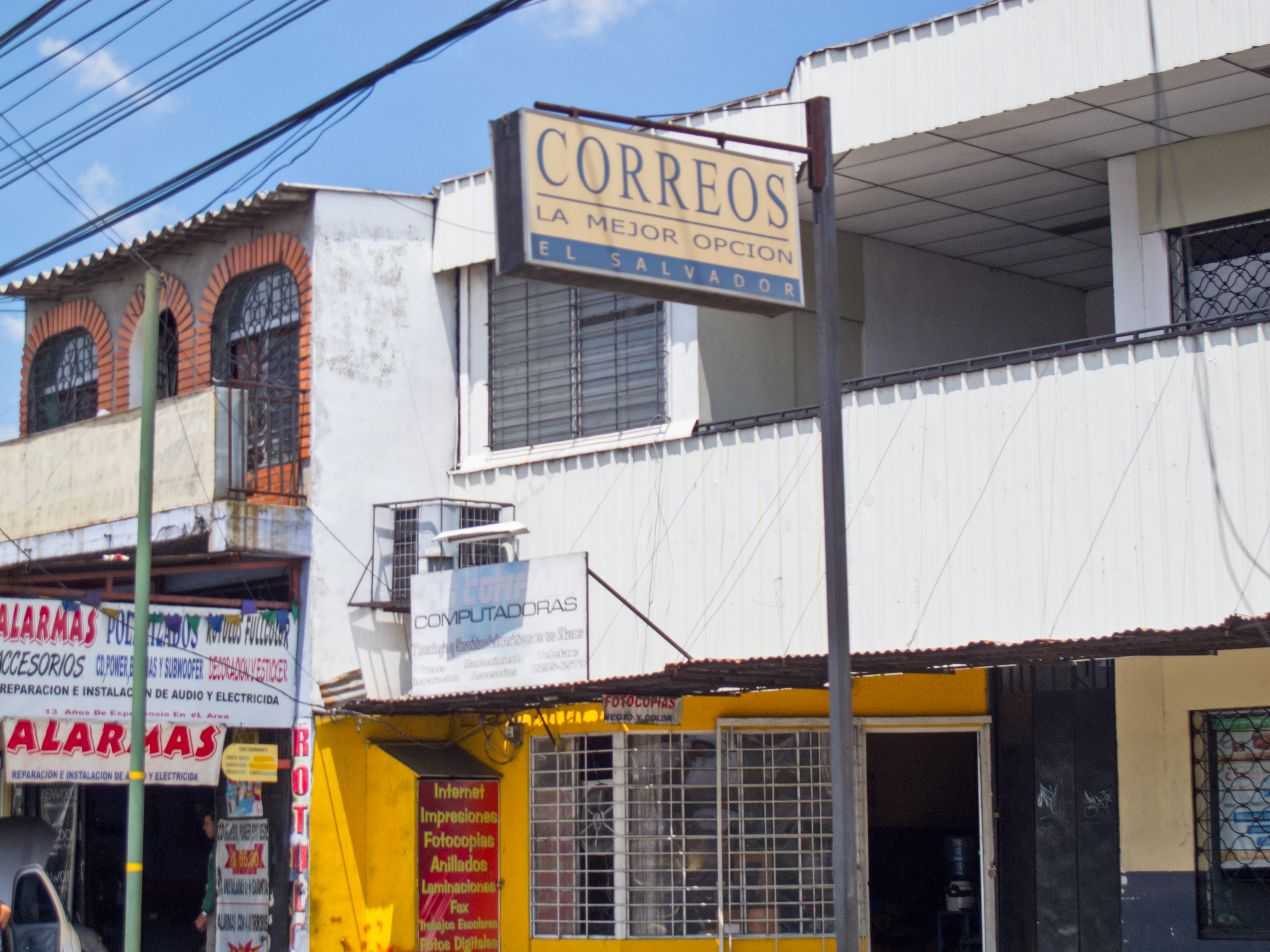
Un bureau de poste à Ilopango.

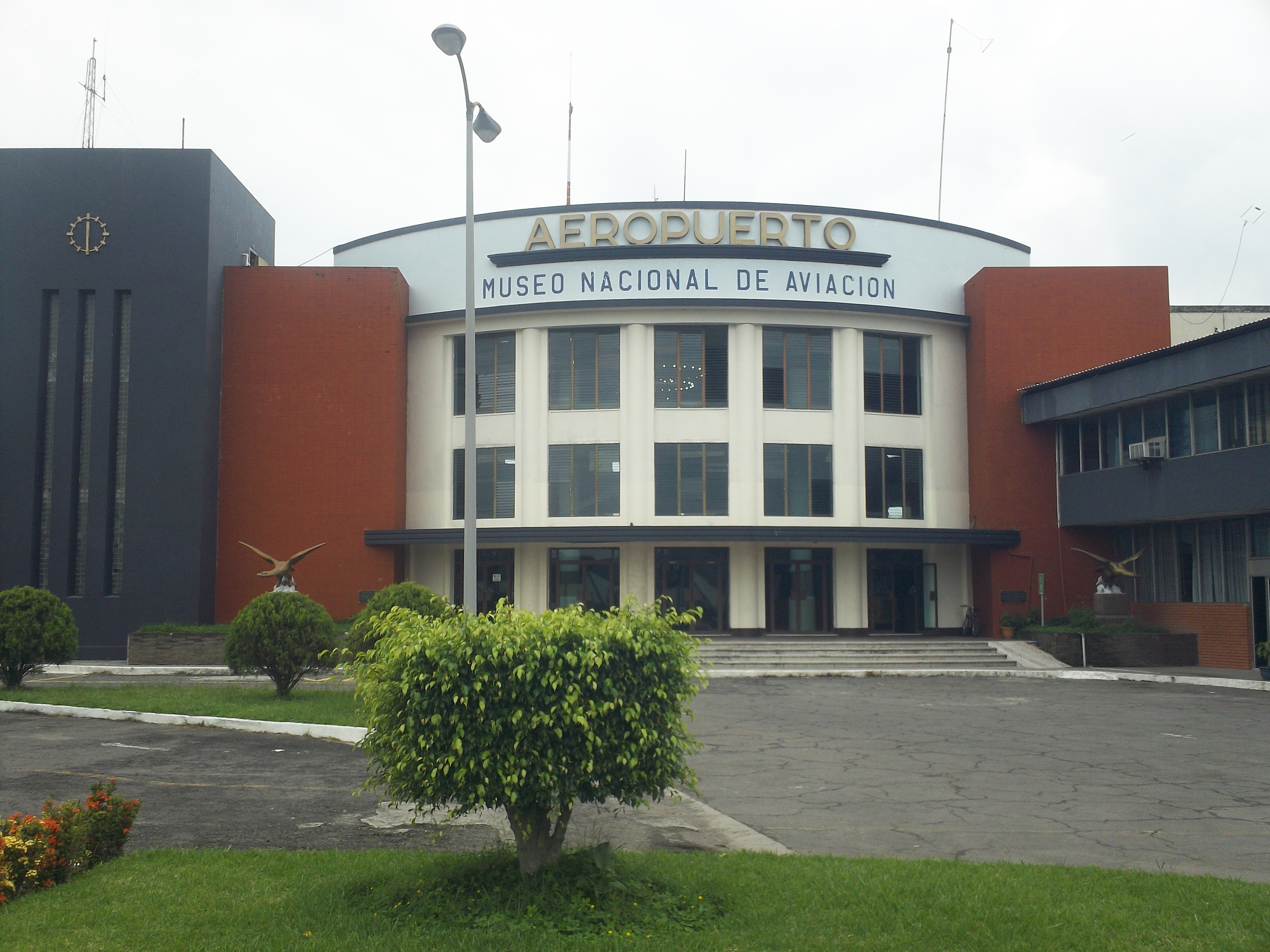
L'aéroport international d'Ilopango-El Salvador